# Fins al límit (pel·lícula de 1995)
Fins al límit (títol original: To the Limit) és una pel·lícula estatunidenca dirigida per Raymond Martino el 1995.Ha estat doblada al català. Continuació de Da Vinci's War, del mateix director. Però la presència d'Anna Nicole Smith al repartiment fa passar l'episodi al gènere erotic.

## Argument
Franck Da Vinci es casa amb Lupe, però el dia del matrimoni es produeix un bany de sang, en el qual la CIA està implicada. Tot remunta a històries de vells combatents del Vietnam; intervenen llavors els amics mafiosos de Franck, i també un agent molt femení de la CIA, Colette, companya de China Smith, un aliat de Franck...

## Repartiment
- Anna Nicole Smith: Colette Dubois / Vickie Lynn
- Joey Travolta: Frank DaVinci
- John Aprea: Philly Bambino
- David Proval: Joey Bambino
- Branscombe Richmond: Don Williams
- Michael Nouri: Thomas 'China' Smith
- Jack Bannon: Arthur Jameson
- Lydie Denier: Frannie
- Floyd Levine: Father Rich
- Gino Dentie: Elvis
- Melissa Martino: Mary Bany
- Alexander Marshall: Keith
- Rebecca Ferratti: Lupe
- Kathy Shower: Vinnie
- George Simonelli: Benny